# Ванеева, Ксения Юрьевна
Ксения Юрьевна Ванеева (в девичестве Малеванная; 29 октября 1991) — российская лыжница, чемпионка России. Мастер спорта России.

## Биография
Воспитанница спортивного клуба «Локомотив» города Комсомольск-на-Амуре, тренер — Алексей Трапезников. На внутренних соревнованиях представляет Хабаровский край, параллельным зачётом в разное время представляла Москву и Республику Коми. Выступает за спортивное общество «Динамо».
На взрослом уровне стала чемпионкой России в 2015 году в эстафете в составе сборной Москвы. В 2016 году завоевала полный комплект медалей на чемпионате Сибирского и Дальневосточного ФО. Призёр чемпионата Северо-Западного ФО.
В 2017 году принимала участие в зимней Универсиаде в Казахстане, где заняла пятое место в гонке на 5 км, 11-е — в гонке преследования и восьмое — в спринте.
С конца 2010-х годов выступает под фамилией Ванеева.